# 程兆奇
程兆奇（1956年12月—），男，上海人。中国近代史学者。中国民主同盟盟员。主要研究中日战争遗留问题和南京大屠杀。

## 生平
1956年生于上海。1982年毕业于上海师范学院历史系。2000年1月入上海社会科学院历史研究所工作，担任研究员；2011年8月调入上海交通大学，历任历史系教授、东京审判研究中心教授。

## 作品
- 程兆奇. . 上海辞书出版社. 2002年12月. ISBN 9787532611027.
- 程兆奇. . 上海世纪出版集团. 2008年8月. ISBN 9787208080348.
- 程兆奇. . 上海交通大学出版社. 2017年4月. ISBN 9787313160416.